# G-Eazy
杰拉尔德·厄尔·吉勒姆（英語：Gerald Earl Gillum，1989年5月24日—），艺名G-Eazy，来自美国加利福尼亚州奥克兰的饒舌歌手、词曲作者和唱片制作人。他的首张专辑，《不足为奇》得到乐评评论家的积极评价。这张专辑在美国Billboard 200上最高达到3位。他的第二张专辑，《黑潮来袭》于2015年11月4日发行。它包含公告牌百强单曲榜前十热门单曲《Me, Myself & I》。他的第三张专辑《美丽与毁灭》于2017年12月15日发行。

## 早年生活
父亲是美国加州州立大学弗雷斯诺分校的艺术系副教授，当Gillum还是一年级的时候，他妈妈就离开了他父親。带着Gillum和他兩個弟弟 James 和 Noah ，和在加州伯克利的外公外婆住在一起。然后他们搬去了北奥克兰，Gillum还是继续在伯克利上学。当 Gillum 12岁左右的时候，他妈妈开始和一位女士 Melissa Mills 交往。
一开始 Gillum 对妈妈的私生活的改变很不理解和尴尬，后来也接受了 Mills 是家庭的一部分，也跟她亲近起来。Mills 因用药物治疗躁郁症而变得消沉，某天 Gillum 回家的时候发现 Mills 因为严重的药物过量而死。Gillum在第二张录音室专辑《黑潮来袭》的歌曲《Everything Will Be OK》里面详细描述了这次经历。

## 事业

### 2008年–2014年: 事业起步
当G-Eazy还是美国新奥尔良洛约拉大学的一名学生时，他就开始作为一个唱片制作人制作了多首单曲。然后他获得了一些认可，加入了旧金山东湾的新兴hip-hop圈，也为一些艺人如 Lil B， Crohn 和The Cataracs等助唱过。他早年是一个当地的Hiphop团体The BayBoyz的成员，该团体在他们的官方Myspace的主页发行了很多歌曲。在2010年，G-Eazy 开始成名，也开始有机会接触一些很有名的艺术家，最引人注目的是Lil Wayne和Snoop Dogg。

G-Eazy的混音带在这段时间内取得了一定的成功。在2011年8月，他通过他的官方网站发行了《The Endless Summer》。这张混音带采样了一些歌曲，最引人注目的是采样了于1961年发行的由Dion DiMucci演唱的美国冠军单曲《Runaround Sue》的新版。这首单曲通过YouTube获得了400万的观看量。《Runaround Sue》 (featuring Devon Baldwin)的音乐录影带由Tyler Yee导演。这张混音带邀请到Greg Banks， Erika Flowers 和 Devon Baldwin合作。在2011年11月，G-Eazy和Shwayze开始进行全国巡回演出。《My Life Is a Party》这首单曲被用于游戏黑道圣徒3的电台。

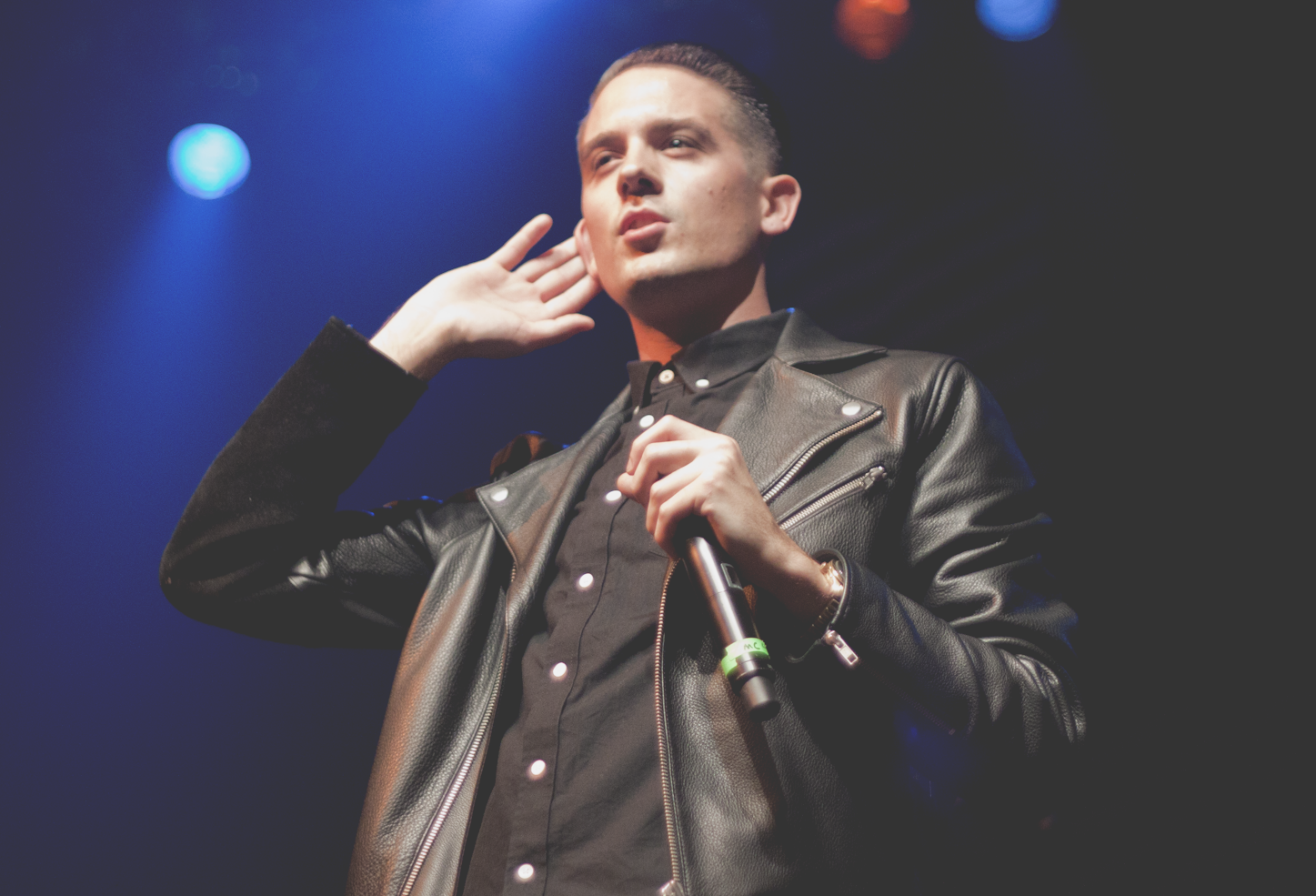
G-Eazy 在2013年的表演

2012年6月16日，G-Eazy在庞克音乐祭典（Vans Warped Tour）美国站进行了表演。2012年7月25日，这个卓越的音乐节宣布了表演嘉宾是Hoodie Allen和G-Eazy。两人在全美国的城市，包括匹兹堡，圣路易斯，哥伦布，得梅因，新奥尔良，亚特兰大，奥斯汀，和费城进行表演。在2012年9月26日，G-Eazy发布了第一张专辑《Must Be Nice》。这张专辑由一个独立厂牌完成，空降iTunes嘻哈榜单第3名。2013年7月9日，G-Eazy和2 Chainz一起作为Lil Wayne的“America’s Most Wanted Tour”开场嘉宾。2013年12月15日，G-Eazy和Master Chen B在纽约市表演了首张正式专辑《不足为奇》中的歌曲《Lotta That》。2014年1月15日，G-Eazy宣布与MMG'sRockie Fresh, KYLE 和Tory Lanez一起进行"不足为奇巡回演唱会"。

### 2014年–2016年：《不足为奇》与《黑潮来袭》
2014年6月23日，G-Eazy发行了他的第一张主流厂牌出道专辑，《不足为奇》。这张专辑在美国告示牌二百大專輯榜（Billboard 200）嘻哈/R&B和饶舌专辑榜登顶，也为他赢得了美国告示牌二百大專輯榜第3名和數位專輯榜第1名的位置。截至目前该专辑已在美国售出50万张。2014年10月21日，G-Eazy踏上了他首次满座的巡回演出“From the Bay to the Universe”。这场巡回演唱会也前往世界各地如澳大利亚和新西兰等国。这也是他第一次海外巡回演出。
在2015年的夏季，G-Eazy在一系列著名的音乐节上进行了表演，包括Lollapalooza、Electric Forest、Bonnaroo, Outside Lands、Made in America和Austin City Limits。随着他的音乐事业的兴起，G-Eazy还被GQ杂志排在去年纽约时装周最时尚的前10位。G-Eazy的第二张专辑《黑潮来袭》，在2015年12月4日发行。2016年1月6日，G-Eazy宣布了自己的第二次世界巡回演出。这场演出将会跨越美国，欧洲和澳大利亚。他与Bebe Rexha合作的单曲《Me, Myself & I》在美国Billboard Hot 100单曲榜上最高排名第7位。

从六月至八月，他与同行饒舌歌手Logic合作了“The Endless Summer巡演”，以及嘉宾YG与Yo Gotti。在巡演之前,他宣布了自己新的混音带《Endless Summer II》。
在2016年5月，G-Eazy确认他会与布兰妮·斯皮尔斯合作，即将推出新单曲《讓我...》。这支单曲在2016年7月15日发行，作为布兰妮第九张录音室专辑《榮耀強襲》的首支单曲。G-Eazy与布兰妮在2016年MTV音乐录影带大奖和2016 iHeartRadio音乐节上表演了单曲《讓我...》和《Me, Myself & I》。

### 2017年–今：《Step Brothers》与《美丽与毁灭》与《Endless Sumemr II》
G-Eazy与DJ Carnage合作于2017年3月27日发行了一张EP《Step Brothers》。G-Eazy于2017年3月17日发行了与歌手柯兰尼合作的单曲《Good Life》，这支单曲收录于《速度与激情8》原声带中。他还客串了Dillon Francis单曲《Say Less》。
2017年6月14日，G-Eazy通过Instagram和Twitter宣布他的下一张录音室专辑《美丽与毁灭》将于2017年秋季发行。 2017年11月8日，宣布新专辑和以及随附短片的发行日期为12月15日。
2017年9月8日，G-Eazy发行了《美丽与毁灭》的首支单曲《No Limit》，单曲与ASAP Rocky及卡迪·B合作，打入了公告牌百强单曲榜第4名，是G-Eazy在该榜单的最好成绩。2017年12月5日，G-Eazy与Halsey发行了《美丽与毁灭》第二首单曲《Him & I》，打入了公告牌百强单曲榜第14名，之后他与歌手拉娜·德雷分手，与歌手海尔希展开新的恋情，现已与海尔希分手。2019年2月27日，G-Eazy发布了单曲“West Coast”，与Blueface合作，于2019年3月28日发布MV，并与ALLBLACK和YG合作。

## 个人生活
从伯克利高中毕业后，Gillum搬到新奥尔良进入洛約拉大學学习。而入学后，他学习销售、生产和商业课程。在2011年，Gillum从洛約拉大學毕业，获得音乐产业研究学士学位。

## 人物争议
在2018年5月2日，G-Eazy在瑞典斯德哥尔摩因涉嫌殴打保安人员并被发现口袋里有可卡因而被捕，涉嫌殴打，藏毒和使用毒品。G-Eazy于5月4日在法庭上对暴力抵抗，毒品占有和袭击事件表示认罪。他被判缓刑，并被下令向他所殴打的保安人员支付10,000美元的罚款和900美元的赔偿金。

## 慈善事业与影响
2018年，G-Eazy举办了一场海湾地区火灾救援音乐会，筹集了1500万美元，在March for Our Lives前夕在Everytown筹款活动上演出的种族主义运动衫广告后，他退出了H＆M赞助协议，并使用他的社交平台发表反对枪支暴力言论。同年，G-Eazy推出了Endless Summer组织，这是一个致力于帮助年轻人充分发挥潜力并加强海湾地区的非盈利组织。

## 音乐作品
主条目：G-Eazy音乐作品列表
| 年份 | 專輯名稱           | 備註                                                                                 |
| ---- | ------------------ | ------------------------------------------------------------------------------------ |
| 2011 | The Outsider       | 格式：數位下載（線上Myspace官方免費發佈） 發行公司：自行發布 發行日期：2011年3月31日 |
| 2011 | The Endless Summer | 格式：數位下載（線上Myspace官方免費發佈） 發行公司：自行發布 發行日期：2011年8月12日 |

| 年份 | 專輯名稱                     | 備註                                                                                 |
| ---- | ---------------------------- | ------------------------------------------------------------------------------------ |
| 2009 | The Epidemic LP              | 格式：數位下載（線上Myspace官方免費發佈） 發行公司：自行發布 發行日期：2009年7月10日 |
| 2012 | Must Be Nice                 | 格式：CD/數位下載 發行公司：自行發布 發行日期：2012年9月26日                         |
| 2014 | 不足为奇 These Things Happen | 格式：CD/數位下載/黑膠唱片 發行公司：BPG, RVG, RCA 發行日期：2014年6月23日           |
| 2015 | 黑潮來襲 When It's Dark Out  | 格式：CD/數位下載/黑膠唱片 發行公司：BPG, RVG, RCA 發行日期：2015年12月4日           |
| 2017 | 美麗與毀滅                   | 格式：CD/數位下載/黑膠唱片 發行公司：BPG, RVG, RCA 發行日期：2017年12月15日          |

## 引用
1. ↑  Hildebrand, Lee. . 2014-11-21  [2015-12-12]. （原始内容存档于2015-12-07）.
2. ↑  .   [2016-12-10]. （原始内容存档于2016-12-13）.
3. ↑  .   [2015-12-12]. （原始内容存档于2015-12-22）.
4. ↑  .   [2015-12-12]. （原始内容存档于2015-12-07）.
5. ↑  Samuels, Diana.
6. ↑  Hildebrand, Lee.
7. ↑  . Berkelyside News. 2011-11-21  [2011-12-16]. （原始内容存档于2012-04-07）.
8. ↑  . Cornell University. 2009  [2011-12-14]. （原始内容存档于2012-06-10）.
9. ↑  Swan, Rachel. . Eastbayexpress.com.   [2011-12-14]. （原始内容存档于2011-01-15）.
10. ↑  Brooklyn Projects. . Brooklynprojects.com.   [2011-12-14]. （原始内容存档于2011-10-08）.
11. ↑  Savage, Emily.
12. ↑  . Tulane University Campus Programming. 2011-03-15  [2011-12-14]. （原始内容存档于2015-11-24）.
13. ↑  YouTube上的Official video of G-Eazy's "Runaround Sue"
14. ↑  . G-Eazy.com. 2011-08-12  [2011-12-14]. （原始内容存档于2012-01-11）.
15. ↑  Dirty Laces. . Songkick.com. 2011-11  [2011-12-14]. （原始内容存档于2012-01-15）.
16. ↑  . 2011-12-06  [2011-12-14]. （原始内容存档于2011-12-21）.
17. ↑  . Vans Warped Tour. 2012-06-16  [2012-07-27]. （原始内容存档于2012-07-25）.
18. ↑  . Alternative Press. 2012-03-19  [2016-01-03]. （原始内容存档于2015-12-18）.
19. ↑  . 2014-01-15  [2016-01-06]. （原始内容存档于2016-03-04）.
20. ↑  Sebra, Matthew. .   [2015-09-30]. （原始内容存档于2015-09-30）.
21. ↑  Trust, Gary. . Billboard. 2016-03-28  [2016-03-28]. （原始内容存档于2016-03-29）.
22. ↑  .   [2016-12-10]. （原始内容存档于2017-08-06）.
23. ↑  .   [2016-12-10]. （原始内容存档于2016-07-16）.
24. ↑  .   [2015-12-12]. （原始内容存档于2015-12-23）.
25. ↑  .   [2019-04-04]. （原始内容存档于2019-04-05）.
26. ↑  .   [2019-04-04]. （原始内容存档于2019-04-04）.
27. ↑  .   [2019-04-04]. （原始内容存档于2019-03-30）.